# Microhistoire

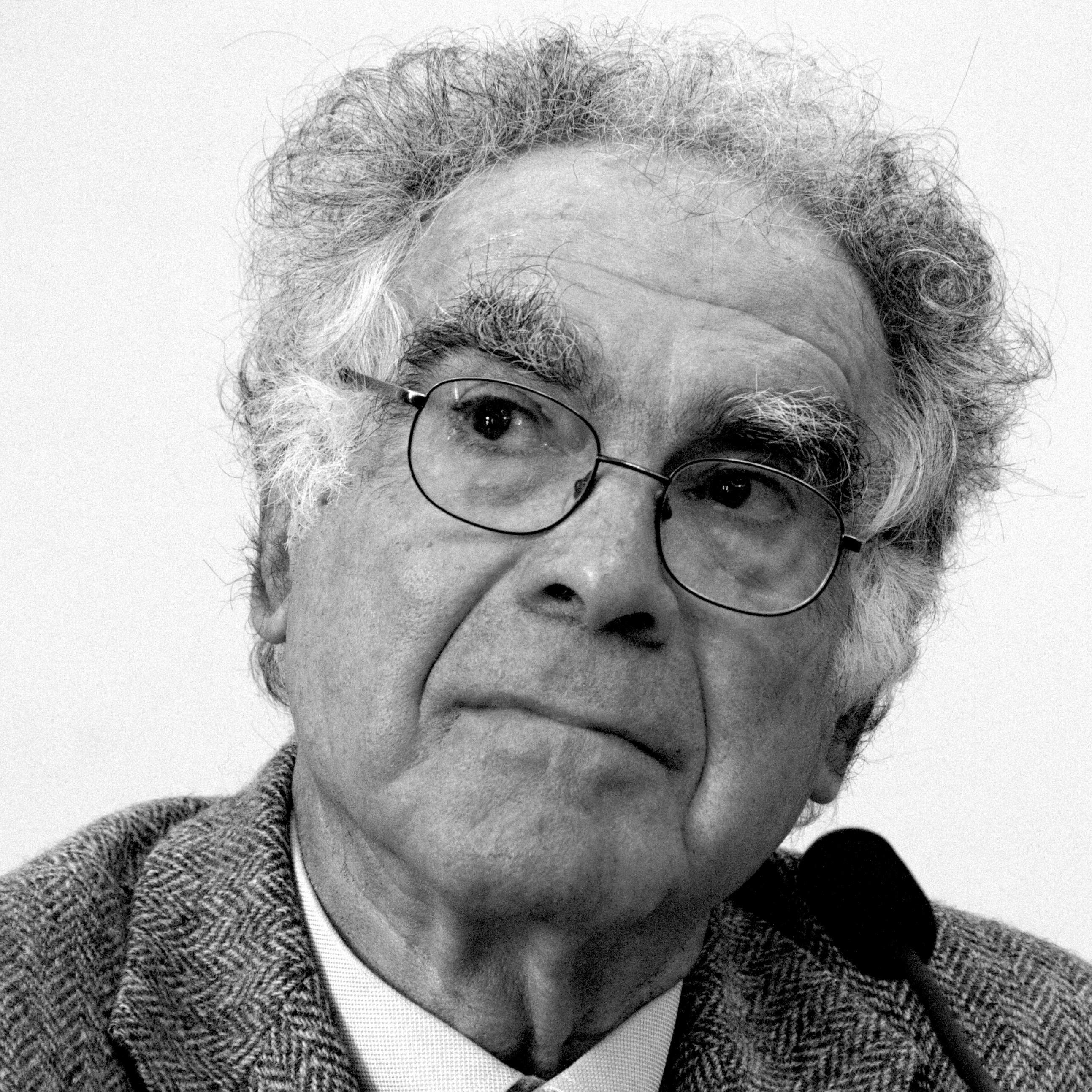
L'historien Carlo Ginzburg est l'une des figures du courant de la microhistoire.

La microhistoire (ou microstoria en italien) est un courant de recherche historiographique né en Italie, spécialisé dans l'histoire moderne, regroupé autour de la revue Quaderni Storici et développé dans les années 1970.

## Démarche
Influencée par E. P. Thompson, la microhistoire propose aux historiens de délaisser l’étude des masses ou des classes pour s’intéresser aux individus dans leur environnement. Il a pu s'agir de se focaliser sur l'histoire d'un individu pour éclairer les caractéristiques du monde qui l’entoure, ou de s'intéresser à une localité particulière, à l'évolution d'une culture matérielle ou encore aux liens entre rapports sociaux et activation des ressources naturelles. Malgré une confusion assez répandue, la microhistoire ne correspond pas au fait de s'occuper des « petites choses », comme l'explique Giovanni Levi, mais bien plutôt de « lire les choses avec un microscope » : « La proposition était nette et précise : faire apparaître des problèmes pertinents et des questions dissimulées par une lecture des sources “par le haut” en changeant d’échelle de lecture des documents, des objets et des faits. Paraphrasant Robert Musil, nous voulions montrer combien de choses importantes se passent alors que rien apparemment ne se passe. »
Giovanni Levi et Carlo Ginzburg ont dirigé entre 1981 et 1991 la collection Microstorie chez l'éditeur turinois Einaudi. Une vingtaine d'ouvrages sera publiée, parmi lesquels un recueil d'essais d'Edward Palmer Thompson, le livre Saint Lévrier, La Conversion d'Hermann le Juif  de Jean-Claude Schmitt, mais aussi des livres d'histoire contemporaine : deux études d'histoire ouvrière sur les villes de Biella et Terni dues respectivement à Franco Ramella et Alessandro Portelli, ou encore l'essai d'Anton Blok, La mafia di un villaggio siciliano, 1860-1960: imprenditori, contadini, violenti (1986).
Contrairement à ce qui est souvent écrit, la microhistoire a de nombreuses ramifications et affinités intellectuelles avec l'école des Annales. La revue des Annales a d'ailleurs très tôt publié et contribué à diffuser en France les travaux de Giovanni Levi et Carlo Ginzburg.
Sur le plan méthodologique, la microhistoire implique une approche particulièrement critique des sources dont la production elle-même peut finir par constituer un élément crucial de l'étude historique. La prosopographie peut aussi être mobilisée pour analyser des groupes à partir de données qualitatives individuelles plutôt que de sources académiques ou autres sources secondaires, souvent centrées sur les élites ou éludant le contexte dans lequel évoluent les acteurs et la façon dont ils font groupe. Carlo Ginzburg a invité quant à lui à l'usage d'un paradigme indiciaire, la recherche de traces permettant de proposer des pistes d'explication à partir d'une situation d'anomalie.

## Courants
Deux courants traversent cette historiographie :
- La microhistoire sociale, avec pour chef de file Giovanni Levi. Son objectif est de restituer la cohérence d’un univers restreint en faisant varier les angles de vue et les échelles d'observation.
- La microhistoire culturelle est surtout représentée par Carlo Ginzburg et Carlo Poni, autour du « paradigme de l’indice » (1986).

#### À propos de la micro-histoire
- Jacques Revel, « Microstoria », dans Christian Delacroix, François Dosse, Patrick Garcia et Nicolas Offenstadt (dir.), Historiographies, concepts et débats, Paris, Gallimard, 2010, 2 tomes, coll. « Folio histoire », t. 1, p. 529-534.
- Romain Bertrand et Guillaume Calafat, « La Microhistoire Globale : Affaire(s) à Suivre », Annales. Histoire, Sciences Sociales, 73- 1, 2018, p. 3–18.
- Edoardo Grendi, « Micro-analyse et histoire sociale », Écrire l’histoire, 3, 2009, p. 67-80
- Giovanni Levi, "Retour sur la micro-histoire, 35 ans après. Traduction française de la quatrième préface à la réédition italienne de L'eredità immateriale", Sociétés politiques comparées, 52, septembre-décembre 2020 : http://www.fasopo.org/sites/default/files/varia1_n52.pdf
- Carlo Ginzburg et Carlo Poni, « La micro-histoire », Le Débat, décembre 1981 (1979).
- Jacques Revel, « L'histoire au ras du sol », préface de l'édition française du Pouvoir au village de Giovanni Levi, 1989 (voir plus bas).
- Jacques Revel (dir.), Jeux d'échelles. La micro-analyse à l'expérience, EHESS/Gallimard/Seuil, 1996.
- Pierre Savy, « Les débuts de la micro-histoire », Écrire l'histoire [En ligne], 3 | 2009, mis en ligne le 01 juin 2012, consulté le 26 avril 2025.
- István Szijártó, « Puzzle, fractale, mosaïque. Pensées sur la micro-histoire », L’Atelier du Centre de recherches historiques [En ligne], 09 | 2012, mis en ligne le 17 février 2012, consulté le 26 avril 2025.
- Ermakoff, I. (2018). La microhistoire au prisme de l’exception. Vingtième Siècle. Revue d'histoire, 139(3), 193-211. Consulté le 26 avril 2025.

#### Ouvrages et articles de microhistoire
- Carlo Ginzburg, Le fromage et les vers. L’univers d’un meunier frioulan du XVIe siècle, Paris, Aubier, 1980 (édition originale en 1976).
- Giovanni Levi, Le pouvoir au village. Histoire d'un exorciste dans le Piémont du XVIIe siècle, Paris, Gallimard, 1989 (édition originale en 1985).
- Osvaldo Raggio, Faide e parentelle. Lo Stato genovese visto dalla Fontanabuona, Turin, Einaudi, 1997.
- Edoardo Grendi, In altri termini. Etnografia di una società di antico regime, Milan, Feltrinelli, 2004.
- Renata Ago, Il gusto delle cose. Una storia degli oggetti nella Rome del Seicento, Rome, Donzelli Editore, 2006.
- Simona Cerutti, "Histoire pragmatique, ou de la rencontre entre histoire sociale et histoire culturelle", Tracés, 15, 2008 : https://doi.org/10.4000/traces.733
- Catherie Verna, L'Industrie au village, Essai de micro-histoire (Arles-sur-Tech, XIVe et XVe siècles), Les Belles Lettres, coll. Histoire, 560p., 2017,  (ISBN 9782251447605),  (ISBN 978-2-251-44760-5).

- Myriam Tsikounas, Le Monde de Mathilde. Femme savante et criminelle, Chêne-Bourg, Georg Éditeur, 2021, 287 p., 19 euros.
- Daniel Roche, Pascal Bastien, Frédéric Charbonneau, Vincent Milliot, Philippe Minard, Michel Porret (éd.). Les Lumières minuscules d’un vitrier parisien : souvenirs, chansons et autres textes (1757-1802) de Jacques-Louis Ménétra. Genève, Georg, 2023, 456 p.,  (ISBN 978-2825713082)

- Claire Judde de Larivière, Vénitiens ! Vénitiennes ! La traversée d’une ville (Venise, 1520), Paris, Éditions du Seuil, 2024, 304 p.
- Bruno Bertherat. La Femme nue de la rue des Anglais. Enquête sur un crime non élucidé. Grenoble, éditions Jérôme Million, 2024,162 p.,  (ISBN 9782841374304)
- Jérémy Foa, Survivre, une histoire des guerres de Religion, Seuil, coll. « L'univers historique », 2024, 340 p.
- Christophe Charle, Racines, rameaux, feuilles (v. 1685-2001), Éditions de la Sorbonne, Paris, 2025, 392 p.
- Jean-Marc Lemonnier, Entrelacs biographique, Un destin singulier au cœur du premier XXe siècle, Presses universitaires de Caen, Caen, Coll. Quæstiones, 2025, 372 p.
- Jean-Marc Moriceau, Nicolas Delacour. Le pouvoir au village au cœur du XVIIe siècle,  (ISBN 9791021057623), Paris, Tallandier, 2025, 720 p.